# Philip van Wilder
Pour les articles homonymes, voir Wilder.
Philip van Wilder (ou De Vuildre), né vers 1500, dans l'actuelle région du Nord-Pas-de-Calais, et mort le 24 février 1554 à Londres, est un luthiste et compositeur de la Renaissance, originaire des Flandres.

## Biographie
Il est probablement né à Millam, près de Wormhout, ou dans les environs du village de Wylder, dans l'actuelle région de Nord-Pas-de-Calais, ce qui en fait un des premiers héritiers de l'école franco-flamande.
Selon l'anthologie de musique GB-Lbl Egerton 3665, il vit à Londres vers 1520. Un bail, daté de 1522, révèle qu'il réside cette année-là près de la Tour de Londres.
Il devient chanteur, puis luthiste à la cour du roi Henri VIII d'Angleterre. Les livres de comptes de la Cour pour l'année 1525-1526 le décrivent comme "mynstrell" (ménestrel), avant qu'il soit ultérieurement désigné comme "Lewter" (luthiste). En 1529, il fait partie de la "Privy Chamber" (la chambre privée), un groupe restreint de musiciens qui jouait devant le roi en privé. Il enseigne aussi le luth à la princesse Mary, la future reine Marie Tudor, qui le récompense en lui offrant un cadeau lorsqu'il épouse une jeune femme nommée Frances en 1537. Plus tard, il enseigne aussi au prince Édouard, le futur roi Édouard VI, comme le prouve une lettre écrite, en 1546, par le jeune élève à son père, le remerciant pour lui avoir envoyé le serviteur Philip qui lui enseigne avec tant d'excellence la musique et le luth.
Également intéressé au commerce, Philip Van Wilder endosse en parallèle à ses activités à la Cour le métier de marchand, ayant obtenu une licence pour importer des pastels de Toulouse et du vin de Gascogne.
En 1539, il est devenu un habitant du royaume, ce qui l'autorise à posséder des terres. Il peut ainsi profiter de la dissolution des monastères et s'enrichir grâce à un certain nombre de transactions immobilières lucratives avec la Couronne. En 1540, il est nommé gentilhomme de la chambre privé, une position de courtisan fort prestigieuse qui lui assure de pouvoir soulever des questions juridiques et des griefs privés auprès du roi. Au moment de la mort d'Henri VIII, en 1547, Van Wilder est Garde des Instruments et responsable de la musique instrumentale à la cour d'Angleterre, un poste qui, plus tard, sera connu sous le nom de Maître de musique de la reine.
Après le couronnement d'Édouard VI, il est doté d'autres responsabilités prestigieuses, étant notamment responsable de recruter, de partout en Angleterre, des garçons pour le chœur de la chapelle royale.
À sa mort, en 1554, il est inhumé sur le côté sud de son église paroissiale St Olave's Hart Street. Son tombeau était encore là en 1733, mais a depuis disparu.
Une quarantaine de ses compositions ont survécu dans divers recueils anglais et européens. La plus grande partie, une trentaine, sont des chansons, notamment treize dans le style « parisien » qui ont fait l'objet d'une publication posthume dans les Mélanges de Le Roy et Ballard, en 1572. Sept motets, un psaume, une pièce pour consort et diverses pièces destinées au luth, dont les variations sur un thème intitulée Philip's Dump, constituent le reste de son legs artistique.